# Nebtiname
Der Nebtiname (auch Herrinnenname) ist einer der fünf Namen der altägyptischen Könige (Pharaonen) in der  Königstitulatur und ist als Beiname bereits in der Prädynastik belegt; dort jedoch mit anderer Hieroglyphenzusammensetzung. 
In der Frühdynastik folgte unter König Hor Den (1. Dynastie) mit Einführung der danach unveränderten Nebtizeichen eine engere Bindung des Nebtinamens an den Thronnamen. Dennoch bildete der Nebtiname auch in dieser Zeit keine offizielle Titulatur. Erst in der 4. Dynastie kristallisierte sich der eigenständige Nebtiname in Verbindung mit der offiziellen Einführung des Nebtinamens mit den beiden Göttinnen Nechbet (für Oberägypten) und Wadjet (für Unterägypten) heraus.

## Schreibweisen
Diesen Namen haben die Regenten zu Beginn ihrer Herrschaft angenommen. Er wurde mit den Göttersymbolen der „Beiden Länder“ (Ober- und Unterägypten) eingeleitet:
1. eine aufgerichtete Kobra, oft eine unterägyptische Krone tragend, für die Göttin Wadjet.
2. ein Geier, oft mit der oberägyptischen Krone für die Göttin Nechbet.

Beide sitzen auf je einem Korb, dem Zeichen für neb (Hieroglyphe Gardiner V30), das „Herr“ bedeutet. Der Nebtiname leitet sich von den zwei vorhandenen neb-Zeichen und den beiden Göttinnen ab. Das Zeichen für neb gehört auch zu einer weiteren Bezeichnung des Königs: „Herr der beiden Länder“ (Neb-taui).

## Bedeutung
In der Frühzeit des Alten Ägyptens wurden die Weltvorstellungen von einem Dualismus beherrscht, nach dem in der Natur alles geordnet war. Selbst die Götterwelt war dieser Dualität unterworfen, und so bestand jede Ganzheit aus zwei sich ergänzenden, gegensätzlichen Paaren (Dual). Gerade aber in Königtum und Staat ist dieser ausgeprägte Dualismus zu finden, beispielsweise auch in der Bezeichnung für das Land Ägypten selbst: „die beiden Länder“.
Nebti ist die vermutete Lesart für die Symbolgruppe, die diesen Königsnamen einleitet. Nebti ist der Dual der weiblichen Form Nebet (Herrin), von männlich Neb (Herr) und heißt deshalb „die beiden Herrinnen“, obwohl die Gruppe nur zwei Neb-Hieroglyphen in maskuliner Schreibung enthält. Der Titel bezeichnet die zwei Hauptgottheiten vor der 1. Dynastie, als Ägypten noch in zwei Königreiche geteilt war:
1. die Geier-Göttin Nechbet der oberägyptischen Stadt Necheb (heute el-Kab)
2. die Kobra-Göttin Wadjet oder Buto der unterägyptischen Stadt Dep (heute Buto)

Beide Städte lagen nahe bei den damaligen Hauptstädten Hierakonpolis beziehungsweise Pe, und daher erhielten die Göttinnen ihre große Bedeutung. Menes, Gründer der 1. Dynastie, war vermutlich der Erste, der den Nebtinamen annahm, um zu bezeichnen, dass er die beiden Königreiche vereinigt hatte.
Somit war auch die Bedeutung des Nebti-Namens für den König zweifach: 
1. zu dokumentieren, dass er in enger Beziehung zu den beiden Schutzgöttinnen stand und somit ihren besonderen Schutz genoss,
2. auch zur Bekräftigung der Tatsache, dass sich das ganze Land (beide Länder) unter einer einzigen Herrschaft befand.